# Триніта
Триніта́ (італ. Trinità, п'єм. Trinità) — муніципалітет в Італії, у регіоні П'ємонт,  провінція Кунео.
Триніта розташована на відстані близько 490 км на північний захід від Рима, 65 км на південь від Турина, 22 км на північний схід від Кунео.
Населення — 2265 осіб (2014).
Щорічний фестиваль відбувається 23 квітня. Покровитель — святий Юрій.

## Демографія
Населення за роками:

Станом на 31 грудня 2014 року в муніципалітеті офіційно проживало 126 іноземців з 17 країн, серед них 58 громадян країн Євросоюзу.

## Сусідні муніципалітети
- Бене-Ваджіенна
- Фоссано
- Мальяно-Альпі
- Сант'Альбано-Стура